# Wichmann II.
Wichmann II., zvaný Mladší (okolo 930 – 22. září 967) byl členem německé dynastie Billungů. Známý se stal díky povstání, které vedl proti Otovi I.

## Život
Wichmann se narodil jako syn stejnojmenného otce Wichmanna I. a jeho ženy Frederuny, pravděpodobnou sestrou Matyldy z Ringelheimu, ženy krále Jindřicha I. Ptáčníka. V dětství byl společně s bratrem Ekbertem vychováván na dvoře Oty I., kde vyrůstal také po boku Liudolfa Švábského, Otova prvorozence. Jakmile v roce 944 zemřel Wichmann I., opatrovníkem nad Wichmannem se stal jeho strýc, Heřman Billung. Heřman se pak stal správcem severní marky, s čímž se Wichmann nikdy nesmířil.
V roce 954 povstali proti východofranské říši někteří Polabští Slované. O rok později se přidali další, spojili se však také s některými saskými odbojníky, kterým velel právě Wichmann. Povedlo se mu obsadit několik hradů, podařilo se mu také porazit Heřmanovo vojsko. Avšak již 16. října 955 došlo k bitvě u řeky Reknice, ve kterém bylo samotným králem Otou I. Wichmannovo vojsko poraženo. Wichmann a jeho bratr Ekbert uprchli do Francie. Wichmann však již o 2 roky slíbil věrnost Otovi a vrátil se do říše. O rok později však slib porušil a musel utéct. Přes Dánsko, území Gera, uprchl k Veletům.
Wichman se pak stal velitelem veletského vojska a spolu s ním zaútočil na Polsko, které dokonce dvakrát porazil. Polský kníže Měšek I. se však rozhodl najít si spojence, kterého nalezl v českém knížeti Boleslavovi I. Wichmann mezitím přeběhl ke kmeni Volyňanů, se kterými roku 967 zaútočil opět na Měškovo Polsko. Bitvu, kterou útok vyvrcholil, především díky pomoci Boleslava I., Wichmann prohrál. Wichmann se pak pokusil spasit útěkem, avšak rozzuřený dav, který na něj zaútočil, Wichmanna utloukl k smrti.